# Врхбосанска надбискупија
Врхбосанска надбискупија или Сарајевска надбискупија је метрополија и надбискупија Католичке цркве.
Надлежни метрополит и надбискуп је кардинал Винко Пуљић, а сједиште надбискупије се налази у Сарајеву.

## Историја
Врхбосанска бискупија је основана у 7. вијеку, а највјероватније у раном периоду зависила од Салоне (код Сплита). У 13. и 14. вијеку, када је Босна постала словенска држава (некада зависна од Угарске, некада независна), Врхбосанска бискупија је добила већи значај. У другој половини 15. вијека, територија данашње Босне и Херцеговине је потпала под турску власт. Почела је масовна исламизација становништва, али је дио становништва и даље задржао хришћанску вјеру. Након ослобођења од Турака, на простору данашње Босне и Херцеговине биле су распрострањене три конфесије: исламска, православна и католичка. Према аустријском попису из 1879, 42,88% становништва је било православне вјере, 38,75% — исламске, и 18,08% — католичке.
Године 1881, Врхбосанска бискупија је добила статус надбискупије.
Рат у Босни и Херцеговини је довео до смањивања броја католика у земљи. Велики број вјерника из Врхбосанске надбискупије (углавном Хрвати) мигрирали су у Хрватску. Године 1990, број католика у надбискупији је износио око 527.000, данас их је око 215.000.
Многи католички храмови у надбискупији су или разрушени у току борбених дејстава, али након рата један од главних задатака је њихова обнова.

## Метрополија
Надбискупија обухвата средишњи и сјевероисточни дио Босне, а сједиште јој је у Сарајеву. Уједно је и метрополија којој су подложне сљедеће бискупије: Бањолучка, Мостарско-дувањска, Требињско-мрканска, а као суфраганске су јој додијељене и Скопска бискупија и Апостолски егзархат за Македонију. Име носи по сједишту средњовјековне бискупије у мјесту Врхбосна, недалеко од данашњег Сарајева.

## Галерија
- Катедрала Срца Исусова у Сарајеву
- Црква Пречистога Срца Маријина у Бијељини